# تربيع غاوسي

مقارنة بين التربيع الغاوسي ثنائي النقاط والتربيع شبه المنحرفي.
المنحنى الأزرق هو كثير الحدود معادلته ، التي تكاملها في يساوي. تُرجع قاعدة شبه المنحرف تكامل الخط البرتقالي المتقطع، مساوٍ لـ. تُرجع قاعدة التربيع الغاوسية المكونة من نقطتين تكامل المنحنى الأسود المتقطع، مساوٍ لـ. هذه النتيجة دقيقة، حيث أن المنطقة الخضراء لها نفس مساحة مجموع المناطق الحمراء.

في التحليل العددي، تعد قاعدة التربيع تقريبًا للتكامل المحدد للدالة، وعادة ما يتم ذكرها مجموعا مرجحا لقيم الدالة عند نقاط محددة داخل مجال التكامل. قاعدة التربيع الغاوسي المتعدد النقاط (n نقطة)، المسماة باسم كارل فريدريش غاوس، هي قاعدة تربيعية  أُنشأت لتحقيق نتيجة دقيقة لكثيرة الحدود من الدرجة 2n − 1 أو أقل من خلال اختيار مناسب للعقد xi والأوزان wi لـ i = 1،…، n. طوِّرت الصيغة الحديثة باستخدام كثيرات الحدود المتعامدة من قبل كارل غوستاف جاكوبي سنة 1826.
يُؤخذ المجال الأكثر شيوعًا للتكامل لمثل هذه القاعدة على النحو [−1, 1]، لذلك تنص القاعدة على أن:
{\displaystyle \int _{-1}^{1}f(x)\,dx\approx \sum _{i=1}^{n}w_{i}f(x_{i}),}
والتي تكون مضبوطة بالنسبة لكثيرات الحدود من الدرجة 2n − 1 أو أقل. تُعرف هذه القاعدة المضبوطة باسم قاعدة غاوس-ليجاندر التربيعية. ستكون قاعدة التربيع فقط تقريبًا دقيقًا للتكامل أعلاه إذا تم تقريب f(x) بشكل جيد بواسطة كثير الحدود من الدرجة 2n − 1 أو أقل في [−1, 1].